# Legea lui Pascal

Dispozitive hidraulice de ridicare și presare

Legea lui Pascal sau principiul transmiterii presiunii de fluid (de asemenea, principiul lui Pascal) este un principiu în mecanica fluidelor, care afirmă că o modificare a presiunii care apare oriunde într-un fluid incompresibil aflat în incintă închisă este transmis de-a lungul fluidului astfel că aceeași schimbare are loc peste tot în incintă. Legea a fost stabilită de matematicianul francez Blaise Pascal în 1653 și publicată în 1663.

## Definiție
Legea lui Pascal este definită ca: 
„O modificare a presiunii în orice punct al unui fluid închis în repaus este transmisă nediminuată în toate punctele din fluid.

Presiunea ca o funcție a altitudinii/adâncimii. Exemplificarea presiunii în apă și în aer. Legea lui Pascal se aplică fluidelor.

Presiunea exercitată asupra unui fluid într-un recipient închis este transmisă în mod egal și nediminuat către toate părțile recipientului și acționează în unghi drept față de pereții de închidere.

Definiție alternativă: presiunea aplicată oricărei părți a lichidului închis va fi transmisă în mod egal în toate direcțiile prin lichid.”
Acest principiu este formulat matematic astfel: 
{\displaystyle \Delta p=\rho g\cdot \Delta h}
unde:
{\displaystyle \Delta p} este presiunea hidrostatică sau diferența de presiune în două puncte dintr-o coloană de fluid, datorită greutății fluidului, [Pa] ,
{\displaystyle \rho } este densitatea fluidului, [kg/m3],
{\displaystyle g} este accelerația gravitațională (utilizând în mod normal accelerația la nivelul mării datorită gravitației Pământului), [m/s2].
Explicația intuitivă a acestei formule este că schimbarea presiunii între două cote se datorează greutății fluidului dintre cote. Alternativ, rezultatul poate fi interpretat ca o schimbare de presiune cauzată de schimbarea energiei potențiale pe unitate de volum a lichidului datorită existenței câmpului gravitațional. Variația cu înălțimea însă nu depinde de alte presiuni suplimentare. Prin urmare, legea lui Pascal poate fi interpretată ca spunând că orice modificare în presiunea aplicată într-un punct dat al fluidului este transmisă nediminuată în întregul fluid.
Formula este un caz particular al ecuațiilor Navier–Stokes fără termeni de inerție și viscozitate.

## Aplicații ale legii lui Pascal
- Principiul de bază al cricului hidraulic și al presei hidraulice.
- Amplificarea forței în sistemul de frânare al majorității autovehiculelor.
- Folosit în fântâni arteziene, turnuri de apă și diguri.

- Scafandrii trebuie să înțeleagă acest principiu. La o adâncime de 10 metri sub apă, presiunea este de două ori mai mare decât presiunea atmosferică la nivelul mării (de aproximativ 100 kilopascali) și crește cu aproximativ 100 kPa pentru fiecare creștere de 10 m în adâncime.[8]
- De regulă legea lui Pascal se aplică spațiului limitat (flux static), dar, datorită procesului de curgere continuă, principiul lui Pascal poate fi aplicat mecanismului de extracție prin injecție de gaz comprimat (care poate fi reprezentat ca un tub U cu pistoane la ambele capete).

## Butoiul lui Pascal

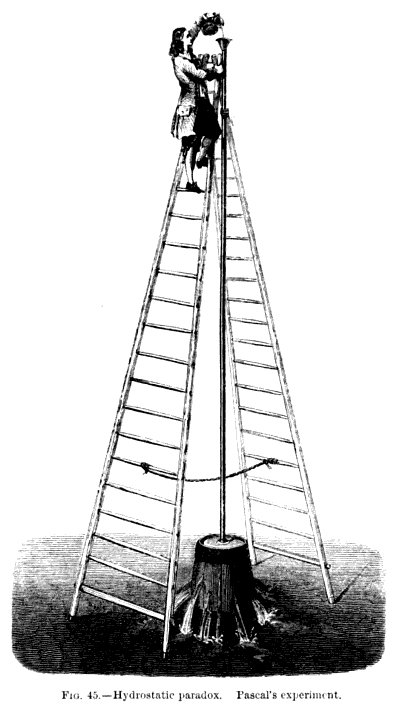
O ilustrare a experimentului cu butoiul lui Pascal din Forțele naturii de Amédée Guillemin (1872).

Butoiul lui Pascal este numele unui experiment de hidrostatică, realizat de Pascal în 1646. În experiment, s-ar fi introdus un tub lung vertical într-un butoi umplut cu apă. Când apa a fost turnată în tubul vertical, creșterea presiunii hidrostatice a făcut ca butoiul să explodeze.
Experimentul nu este menționat nicăieri în lucrările conservate ale lui Pascal și poate fi apocrif, atribuit lui de către autori francezi din secolul al XIX-lea, unde experimentul era cunoscut sub numele de crève-tonneau (cu aproximație: „spărgător de butoaie”); cu toate acestea, experimentul rămâne asociat cu Pascal în multe manuale de fizică elementară.